# گلوبولین
گلوبولین (به انگلیسی: Globulin) گروهی از پروتئین‌های حلقوی هستند که از آلبومین‌ها سنگین‌تر و در آب محلول‌تر هستند. برخی گلوبولینها در کبد و برخی در دستگاه ایمنی در پاسخ به حضور آنتی‌ژن، تولید می‌شوند. گلوبولین‌ها در خون به گردش درمی‌آیند یا در محل تولید عمل می‌کنند. گلوبولین‌ها بیشتر از این نظر مورد توجه قراردارند که دستگاه ایمنی بدن، به شدت به آن‌ها برای دفع بیماری نیاز دارد.

## پروتئینهای بدن انسان
پروتئین‌های بدن انسان به سه گروه اصلی پروتئین‌های غشایی (غشای سلول)، پروتئین‌های کروی و پروتئین‌های ساختاری یا فیبروز (مانند کلاژن، کراتین و الاستین) تقسیم می‌شوند. پروتئین‌های کروی شامل دو گروه اصلی گلوبین‌ها و آلبومین‌ها هستند؛ گلوبین‌ها مانند هموگلوبین، میوگلوبین و گلوبولین‌ها.
سه پروتئین اصلی خون عبارتند از گلوبولین‌ها، آلبومین‌ها و فیبرینوژن. تمام پروتئين‌های پلاسما در ايجاد و تنظيم فشار اسمزی نقش دارند اما مهم‌ترين آن ها آلبومين است. همچنين غلظت گلوبولین‌ها در خون حدود ۲٫۶-۴٫۶ گرم در دسی‌لیتر است. کلاژن‌ها برای سطح پوست نیز به شدت مفید هستند، و باعث جلوگیری از ترک پوست می‌شوند.

## انواع
گلوبولینها به چهار گروه زیر تقسیم می‌شوند:
1. آلفا یک گلوبولین‌ها: آلفا یک آنتی کیموتریپسین، آلفا یک آنتی‌تریپسین، ترانس کورتین
2. آلفا دو گلوبولین‌ها: سرولوپلاسمین، Retinol binding protein و هاپتوگلوبین
3. بتا گلوبولین‌ها: پلاسمین، ترانسفرین، بتا دو میکروگلوبولین، آنژیواستاتین و هموپکسین
4. گاماگلوبولین‌ها که اغلب پادتن هستند.